# 威廉·瑞佛斯·皮特
威廉·瑞佛斯·皮特（英語：William Rivers Pitt，1971年11月9日—2022年9月26日）是美國作家。曾擔任Truthout的資深編輯和首席專欄作家。

## 生平
出生於华盛顿哥伦比亚特区，在麻薩諸塞州牛頓市成長。聖十字學院畢業。
他的知名作品是與前聯合國武器檢查員史考特·瑞特合著的《伊拉克戰爭：布希團隊不想讓你知道的事情》（War on Iraq: What Team Bush Doesn't Want You to Know，暫譯），2002年出版，同年登上了《紐約時報》暢銷書排行榜。
皮特曾在眾議員丹尼斯·庫辛尼奇2004年角逐民主黨總統初選提名的競選團隊當中擔任新聞秘書。
2022年9月26日逝世。